# توني براون (كرة سلة)
توني براون (بالإنجليزية: Tony Brown)‏ مواليد 29 يوليو 1999 في شيكاغو، هو مدرب كرة سلة أمريكي ولاعب معتزل. بدأ مسيرته الاحترافية في سنة 1982. تم اختياره من قبل فريق بروكلين نتس خلال الدرافت. وهو مدرب مساعد لفريق واشنطن ويزاردز في الرابطة الوطنية لكرة السلة. يبلغ طوله 6 قدم 6 بوصة (2.0 م). اعتزل اللعب في 1994.

## المسيرة الاحترافية
لعب مع إنديانا بايسرز في موسم 1984–1985، ثم لعب مع شيكاغو بولز في سنة 1986، ثم لعب مع بروكلين نتس في موسم 1986–1987، ثم لعب مع هيوستن روكتس في موسم 1988–1989، ثم لعب مع ميلووكي باكز من سنة 1988 إلى 1990، ثم لعب مع لوس أنجلوس ليكرز في سنة 1990.

## إحصائيات المسيرة
| الفريق      | السنة   | G  | W  | L  | W–L% | النهاية | PG | PW | PL | PW–L% | النتيجة                  |
| ----------- | ------- | -- | -- | -- | ---- | ------- | -- | -- | -- | ----- | ------------------------ |
| بروكلين نتس | 2015–16 | 45 | 11 | 34 | .244 | 4       | —  | —  | —  | —     | غاب عن الأدوار الإقصائية |
| المسيرة     |         | 45 | 11 | 34 | .244 |         | 0  | 0  | 0  | –     |                          |

## روابط خارجية
- توني براون على موقع إن بي أي (الإنجليزية)
- توني براون على موقع سبورتس رفرنس (الإنجليزية)
- توني براون على موقع كلية كرة السلة في سبورتس رفرنس.كوم (الإنجليزية)
- توني براون على موقع ريلجم (الإنجليزية)
- توني براون على موقع سبورتس رفرنس (الإنجليزية)